# Trận Helmstadt, Roßbrunn và Uettingen
Trận Helmstadt, Roßbrunn và Uettingen là một trận đánh trong cuộc Chiến tranh Phổ-Đức, hay nói cách khác là cuộc Chiến tranh nước Đức năm 1866, diễn ra tại Helmstadt vào ngày 25 tháng 7 và tại Roßbrunn và Uettingen vào ngày 26 tháng 7 năm 1866 ở vùng Würzburg trên lãnh thổ xứ Bayern. Trong trận chiến này, một sư đoàn của quân đội Phổ dưới sự điều khiển của tướng Gustav von Beyer, cùng với sư đoàn của tướng Eduard Moritz von Flies vào ngày 26 tháng 7 – một phần Binh đoàn Main dưới quyền chỉ huy của Trung tướng Edwin von Manteuffel, đã giành chiến thắng vang dội trước một số sư đoàn thuộc Quân đoàn VII, tức Quân đoàn Bayern của quân đội Liên minh các quốc gia Đức, dưới sự chỉ huy của Hoàng tử Karl xứ Bayern (các sư đoàn do Hoàng tử Luitpold của Bayern và viên tướng Stephan chỉ huy ở Helmstadt và các sư đoàn dưới quyền tướng Feder và Hartmann ở Roßbrunn và Uettingen). Sau thất bại trong các trận giao chiến ở Helmstadt và Roßbrunn, quân đội Bayern của Hoàng tử Karl đã triệt thoái qua sông Main, và hợp nhất với Quân đoàn VIII của Liên minh các quốc gia Đức do Vương công Alexander xứ Hesse-Darmstadt chỉ huy vốn cũng thua trận tại Gersheim vào ngày 25 tháng 7 và đã rút lui về Würzburg. Các nhà văn Phổ đã thừa nhận sức chiến đấu mãnh liệt của các lực lượng Nam Đức trong những trận đánh vào các ngày 25 và 26 tháng 7.
Vào ngày 25 tháng 7, tướng Manteuffel đã vượt sông Tauber, và quyết định giao chiến mặc dù chịu bất lợi về mặt quân số. Trong khi sư đoàn của tướng August Karl von Göben về bên phải sẽ tiến công Quân đoàn VIII của Liên minh, sư đoàn của tướng Von Beyer ở trung quân sẽ tiến công quân Bayern, trong khi sư đoàn của tướng von Flies được dự bị tại Wertheim. Ở phía trước Bottingheim, quân của Beyer đã đụng độ với một số toán kỵ binh tuần tiễu của Bayern. Lực lượng tiền vệ của Bayern đã tiến đánh Werbach, nhưng bị quân của Beyer đập nát tại Neubrunn và phải rút chạy về Hermstadt. Quân Bayern được tăng viện và dừng chân trên một cao nguyên ở phía sau Hermstadt. Giờ đây, trận chiến bùng nổ, và lực lượng tiền quân Phổ khi tiến về Mädelhofen đã phát hiện ra một vườn ươm bỏ trống ở cánh trái của Bayern. Từ đây, quân Phổ vòng xuống bên trái và tiến đánh Hermstadt. Cùng lúc đó, quân chủ lực của Beyer đã tiến thẳng đến ngôi làng. Quân Bayern không giữ nổi Helmstadt, song lực lượng pháo binh của họ ở phía sau Helmstadt đã khai hỏa dữ dội vào đối phương. Pháo binh Phổ, với sự hỗ trợ của kỳ binh, đã giao chiến với pháo binh Bayern, và sau 3 tiếng đồng hồ pháo binh Bayern rút lui về Üttingen, tạo điều kiện thuận lợi cho Beyer tiến đánh Mädelhofen. Sư đoàn Phổ đã tập trung binh lực để mở một cuộc tấn công vào một khu rừng gần Mädelhofen, nơi có nhiều bộ binh Bayern. Cùng lúc đó, 2 trung đoàn kỵ binh của Beyer đã chạm trán với kỵ binh Bayern ở phía trước khu rừng, và đánh thắng quân kỵ binh Bayern sau một trận giáp lá cà quyết liệt. Giữa cuộc đụng độ, một số bộ binh Phổ đã đẩy lùi địch thủ về Walbrunn. Sau đó, quân của Beyer tiến đánh các vườn ươm gần Mädelhofen và Walbrunn, nhưng quân Bayern rút lui rất nhanh chóng. Với thiệt hại nặng nề cho cả hai phe, sức mạnh vượt trội của lực lượng bộ binh Phổ đã chiến thắng được sự bền bỉ của quân Bayern.
Sư đoàn của Beyer đã dừng chân với tầm hướng về phía đông, song một cuộc tấn công mới của quân Bayern do Stephan chỉ huy họ buộc họ phải đảo ngược trận tuyến của mình. Sau một đợt pháo kích mạnh mẽ của quân Bayern, bộ binh hai phe đã giao chiến nảy lửa. Cả hai phe đều chịu tổn thất lớn, song bộ binh Bayern thất trận. Một đợt tổng tấn công thắng lợi của quân đội Phổ đã đẩy lùi quân đội của đối phương về Roßbrunn. Mặc dù không cứu viện kịp cho Beyer trong trận đánh, sư đoàn Phổ của tướng Flies đã án ngữ tại Üttingen trong đêm. Mặc dù Vương công Alexander bắt đầu triệt thoái về Würzburg, Hoàng tử Karl xứ Bayern không hề biết tin này và vào buổi sáng ngày 26 tháng 7, ông tiến đánh quân của Flies. Beyer đã cử một số đơn vị đến đánh bọc sườn quân Bayern. Đợt tấn công này, kết hợp với bước tiến của Flies trên mặt trận của ông đã đánh bật quân Bayern, bất chấp thiệt hại nặng nề của quân Phổ (mặc dù thiệt hại của quân Phổ trong các đợt giao chiến bằng kỵ binh là không đáng kể.